# Зазріва
Зазріва (словац. Zázrivá) — село в окрузі Дольни Кубін Жилінського краю Словаччини. Площа села 67,25 км². Станом на 31 грудня 2015 року в селі проживало 2684 жителів.

## Історія
Перші згадки про село датуються 1556 роком.

## Населення
| Рік:            | 1994. | 2004.   | 2014.   | 2024.   |
| --------------- | ----- | ------- | ------- | ------- |
| Кількість осіб: | 2852  | 2830    | 2694    | 2459    |
| Різниця:        |       | -0,77 % | -4,80 % | -8,72 % |

| Рік:            | 2023. | 2024.   |
| --------------- | ----- | ------- |
| Кількість осіб: | 2488  | 2459    |
| Різниця:        |       | -1,16 % |